# حمیدو ترائوره
حمیدو ترائوره (انگلیسی: Hamidou Traoré؛ زادهٔ ۷ اکتبر ۱۹۹۶) بازیکن فوتبال اهل مالی است.
از باشگاه‌هایی که در آن بازی کرده است می‌توان به باشگاه فوتبال الازیغ‌اسپور اشاره کرد.
وی همچنین در تیم‌های ملی فوتبال زیر ۲۰ سال مالی و مالی بازی کرده است.